# あがすけ
あがすけは、かつてグレープカンパニーで活動していた日本のお笑いコンビ。2021年5月31日解散。

## メンバー
タツキ・マイアミ（旧芸名及び本名：髙橋 竜基〈たかはし たつき〉1991年12月2日（33歳） - ）
ボケ担当。
山形県寒河江市出身。身長162 cm、体重70 kg、足のサイズ26.5 cm。血液型はB型。
趣味は日焼け、筋トレ、猫と遊ぶ、MARVEL・アクション映画観賞。特技はラグビー、プロレス、ベンチプレス(MAX150kg)、トレーニング指導、日焼け指導、外国人とすぐ仲良くなる。
普通自動車第一種免許を所持している。

吉村 和彬（よしむら かずあき、1991年9月17日（33歳） - ）
ツッコミ・ネタ作り担当。
山形県山形市出身。身長178 cm、体重68 kg、足のサイズ28 cm。血液型はO型。
趣味はウエイト、カラオケ、オシャレ、スポーツ。特技はラグビー、ビン、西田敏行の笑い方とファイヤードラゴンのものまね。
普通自動車第一種免許を所持している。
総理大臣になることを目標としており、抱げるマニフェストは『選挙の投票を義務化する』。
実家は山形の名士として有名で、実父はケーブルテレビ山形社長で全日本プロレス会長の吉村和文、祖父は元山形市長の吉村和夫。叔父は県議会議員の吉村和武、親族に現山形県知事の吉村美栄子がいる。
コンビ解散後は事務所を退所しフリーとなり、土屋とのユニット「孫だしひやしとがし」としてM-1グランプリ2021・2022に出場。2022年12月より正式に結成、2023年1月1日を以てコンビ名を「孫ダッシュ」に改めグレープカンパニーへ復帰した旨を発表した。

## 来歴・芸風
山形県立山形南高等学校の同級生でラグビー部の主将を務めていたタツキと副将だった吉村は、一緒にアメリカでWWEのプロレスラーになることを夢見ていた。
高校卒業後吉村は東海大学に進学、タツキは仙台のスポーツトレーナー専門学校に進学するも中退し、アメリカへ向かう資金を貯めるため土木作業員のバイトをしていた。タツキは矢沢永吉の『成りあがり』を読んで「ビッグになろう」と思い立ち、勢いで上京。東京に引っ越してからある日、世田谷区に位置する某大物芸人の豪邸の前を通り、芸人になることを思いついて吉村を誘った。当時の吉村は付き合っていた彼女に「外国には行かないで」と言われて夢を諦めていたため、タツキの誘いに乗る形で芸人の道を選ぶことになった。タツキの両親は芸人になることをあっさり了承するも、吉村の両親は放任主義だったが芸人への道には反対したことで、デビューしてから2年間黙っていた。
同じ東北出身のラガーマンということからサンドウィッチマンに憧れ、グレープカンパニーに入所した。
芸風は主に漫才。タツキの身体を張った芸（タツキが畳まれたタオルの上に頭を乗せた状態で三点倒立をし吉村がタツキを回す、ブリッジの状態になったタツキの上に吉村が乗る等）が持ち味。コンビ揃って強面でVシネマに出演経験があるが、2人とも温和な性分。
2021年5月31日、双方のTwitterアカウントにて解散を発表。吉村は芸人を続けるが、タツキは別の世界での活動を予定している。

## 出演

### テレビ
- 有田ジェネレーション（TBS）- 2016年7月12日、11月3日(7月12日放送時の未公開映像)、2017年4月27日、5月4日
- ウチのガヤがすみません!（日本テレビ）- 2016年9月18日、2017年8月15日、10月10日、2018年1月16日
- 芸人報道1時間SP（日本テレビ）- 2016年12月21日
- 『ぷっ』すま（テレビ朝日）- 2017年1月21日、2月3日
- 青春高校3年C組若手芸人決定スペシャル（テレビ東京）- 2018年3月29日
- VS嵐（フジテレビ）- 2017年8月17日
- 有吉の壁第1回若手予選会（日本テレビ）- 2017年12月28日
- 有田P おもてなす（NHK総合）- 2018年4月7日
- ゴッドタン（テレビ東京）- 2018年7月7日
- さんまのお笑い向上委員会（フジテレビ）- 2018年8月11日、8月18日、8月25日、9月15日、9月29日
- 華麗なる一族の異端児（テレビ朝日）- 2019年2月7日
- しゃべくり007（日本テレビ）- 2019年5月26日
- 冗談騎士（BSフジ）- 2019年5月8日、5月15日
- 爆笑!オールフォーワン（TBS）- 2019年8月31日
- 一夜づけ（テレビ東京）- 2019年9月15日、12月15日、12月22日
- MATSUぼっち（フジテレビ）- 2019年10月31日

### ラジオ
- サンドウィッチマンのWe Love Rugby（TBSラジオ）- 2019年2月13日～2月16日

### 配信番組
- ｢青春高校3年C組」通しレギュラー最終オーディション（SHOWROOM）- 2018年3月21日
- サンドウィッチマン永野のNo.1決めてみた（FOD）